# Symphonie no 28 de Joseph Haydn
Pour les articles homonymes, voir Symphonie no 28.
La Symphonie no 28 en la majeur Hob. I:28 est une symphonie du compositeur autrichien Joseph Haydn, composée en 1765.

## Analyse de l'œuvre
La symphonie comporte quatre mouvements :
1. Allegro di molto, en la majeur, à 
, 164 mesures
2. Poco adagio, en ré majeur, à 
, 124 mesures
3. Menuet, (en la majeur) et Trio (en la mineur), à 
, 54 mesures
4. Presto assai, en la majeur, à 
, 98 mesures

Durée : 20 minutes

## Instrumentation
- deux hautbois, un basson, deux cors, cordes, continuo.